# Winterbach (Bad Kreuznach)
Pour les articles homonymes, voir Winterbach.
Winterbach est une municipalité allemande située dans le land de Rhénanie-Palatinat et l'arrondissement de Bad Kreuznach.